# Tullibody Old Bridge
Die Tullibody Old Bridge ist eine ehemalige Straßenbrücke über den Devon nahe der schottischen Stadt Tullibody in der Council Area Clackmannanshire. 1960 wurde das Bauwerk in die schottischen Denkmallisten in der höchsten Kategorie A aufgenommen. Des Weiteren war die Brücke zwischen 1933 und 2016 zusätzlich als Scheduled Monument geschützt.

## Geschichte
Der exakte Bauzeitraum ist nicht überliefert. Die eigentliche Brücke über den Devon, welche den östlichen Teil des Bauwerks bildet, stammt jedoch aus dem 16. Jahrhundert und wurde vor 1555 errichtet. Die westliche Auffahrt wurde vor dem Jahr 1616 fertiggestellt. Möglicherweise wurde die Brücke im Auftrag von Robert Sibbald, Hofschneider des schottischen Königs Jakob IV., erbaut. Dies gilt jedoch keinesfalls als gesichert. 1560 wurde das Bauwerk zerstört und wiederaufgebaut. Alleine im Laufe des 17. Jahrhunderts waren drei Reparaturen an der Tullibody Old Bridge nötig. So wurde 1697 der Steinmetz Thomas Bauchop mit der Erneuerung des östlichen Bogens beauftragt. Nachdem als Ersatz direkt nördlich eine Stahlbrücke über den Devon erbaut wurde, wurde die Tullibody Old Bridge 1920 außer Dienst gestellt. Heute verläuft die A907 abermals wenige Meter nördlich über eine moderne Brücke. Die Tullibody Old Bridge ist heute ausschließlich für den nicht-motorisierten Verkehr freigegeben.

## Beschreibung
Die Brücke quert den Devon rund zwei Kilometer vor dessen Mündung in den Forth. Sie liegt wenige hundert Meter westlich von Tullibody, direkt südlich der Grenze zwischen Clackmannanshire und Stirling. Das aus Bruchstein bestehende Bauwerk quert den Devon mit zwei Segmentbögen. Zur Vermeidung von Flutschäden sind drei weitere Bögen im Laufe der langen Auffahrt im Westen zu finden. Die Fahrbahn weist eine Breite von rund 3,5 m auf und wird von steinernen Brüstungen begrenzt. Das Gesamtbauwerk ist rund sechs Meter breit.